# Can Somebody Tell Me Who I Am
Can Somebody Tell Me Who I Am est une chanson du groupe Orange Blue, composée en 2000 pour le film d'animation Dinosaure.